# Grastidium
Grastidium é um género botânico pertencente à família das orquídeas (Orchidaceae).

## Espécies
São cerca de 200 espécies. Não há consenso se deveriam estar classificadas como Dendrobium ou em gênero autônomo.